# Sint-Rochuskapel (Slenaken)

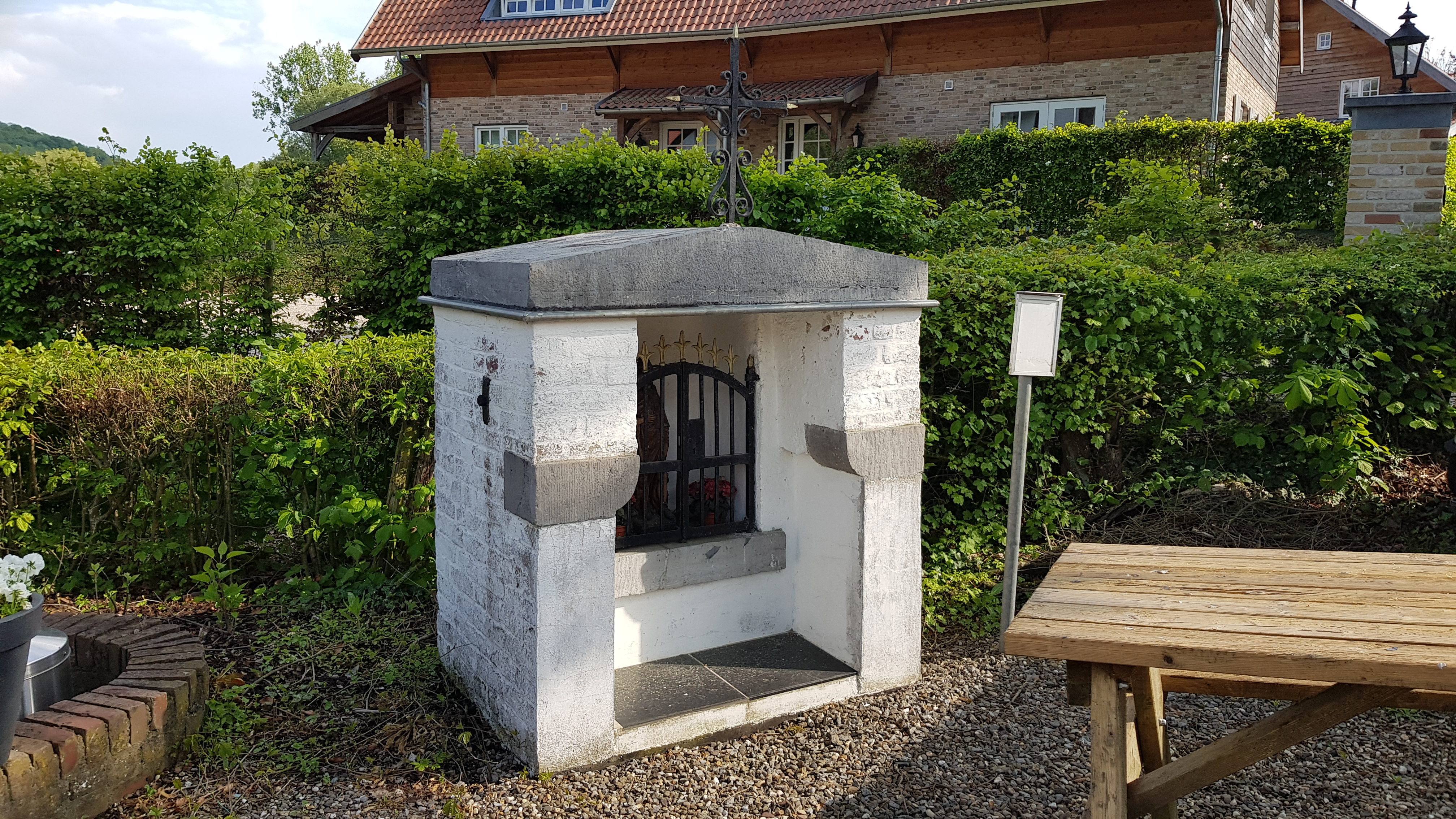
Sint-Rochuskapel

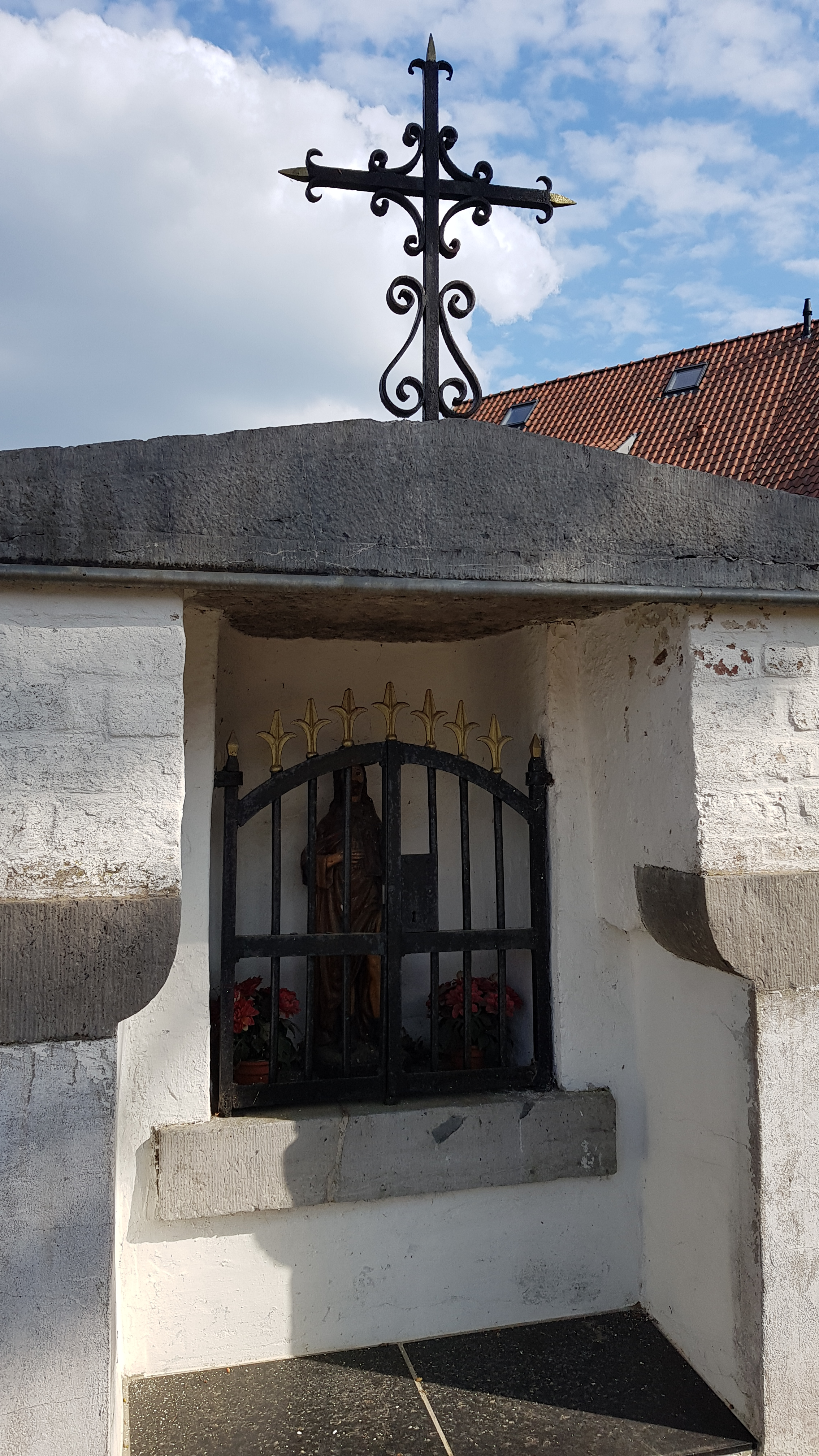
Sint-Rochuskapel

De Sint-Rochuskapel is een kapel in Slenaken in de Nederlands Zuid-Limburgse gemeente Gulpen-Wittem. De kapel staat aan de oostkant van de plaats aan de Dorpsstraat voor hotel Slenaker Vallei, niet ver het riviertje de Gulp dat even verderop achter de kapel door het veld stroomt. Op ongeveer 120 meter naar het zuiden staat de Sint-Remigiuskerk en op ongeveer 100 meter naar het zuidwesten het Mariakapelletje.
De kapel is gewijd aan Rochus van Montpellier.

## Geschiedenis
Rond 1903 werd de kapel gebouwd op grond van de boerderij van de Familie Clermont.
In 1984 werd de kapel gerestaureerd.
In 2005 werd de kapel gerenoveerd.

## Bouwwerk
De vrijstaande witgeschilderde kapel is een niskapel gebouwd op een rechthoekig plattegrond met afmetingen van 140 bij 100 centimeter. De muren zijn opgetrokken in veldbrandsteen en Naamse steen. Het dak van de kapel rust op een massieve onderbouw en bestaat uit een grote massieve Naamse steen van ongeveer 550 kilogram. Op het dak is een smeedijzeren kruis geplaatst dat in de daksteen vastgezet is met vloeibaar lood.
In de kapel is in de achterwand een witgeschilderde ronde nis aangebracht die afgesloten wordt met een smeedijzeren hek. In de nis staat een beeld van de heilige Rochus.